# Стромбих
Стромбих (др.-греч. Στρόμβιχος) — комендант гарнизона (фрурарх) Орхомена в пелопоннеской области Аркадии.

## Биография
По происхождению Стромбих был македонянином. О жизни Стромбиха известно немногое. Согласно Диодору Сицилийскому, Полиперхон назначил его комендантом гарнизона (фрурархом) Орхомена в пелопоннеской области Аркадии. П. Уитли и Ш. Дюнн отмечали, что Полиперхон к 303 году до н. э., времени при описании событий которого Диодор Сицилийский упоминает Стромбиха, был уже несколько лет как мёртв. Соответственно, историки предположили, что после смерти Полиперхона Стромбих сумел сохранить власть в городе.
Единственное упоминание Стромбиха в античных источниках связано с походом Деметрия Полиоркета в Пелопоннес. Когда войско подошло под стены Орхомена Стромбих не только отказался сдать город, но и «излил много брани в оскорбительной форме» в адрес Деметрия Полиоркета. Царь был вынужден подвести осадные машины, с помощью которых пробил брешь в стене и взял город штурмом. Стромбих вместе с восьмьюдесятью сподвижниками был распят у городской стены.
П. Уитли и Ш. Дюнн отмечали, что эпизод со Стромбихом был первым, где царь проявил жестокость, качество характерное для его отца Антигона. П. Уитли высказал гипотезу, что Стромбих, как доверенное лицо Полиперхона, знал о некоторых деталях любовной интриги между Деметрием и невесткой своего покровителя Кратесиполидой. Его «брань» с городских стен могла касаться этого адюльтера, что вызвало особую злость царя.
Казнь Стромбиха имела соответствующий пропагандистский эффект. Коменданты гарнизонов других городов предпочли сдаться, так как не ожидали помощи, не хотели повторить судьбу Стромбиха и были поражены осадными машинами Деметрия.